# Římskokatolická farnost u kostela Panny Marie Sněžné Praha-Nové Město
Římskokatolická farnost u kostela Panny Marie Sněžné Praha-Nové Město je územním společenstvím římských katolíků v rámci I. pražského vikariátu arcidiecéze pražské.

## O farnosti

### Historie
Roku 1347 vznikl kostel s karmelitánským klášterem. Karmelitáni klášter opustili roku 1582 a roku 1606 jej převzali františkáni.
Roku 1787 byla ke kostelu přenesena farnost od zrušeného kostela Panny Marie Na louži, kde byla plebánie od roku 1322.
Dne 6. prosince 2007 byla svěřena České provincii františkánů.
Matriční záznamy jsou zde vedeny od roku 1787, předtím ve farnosti u kostela sv. Štěpána Praha.
Mezi starší názvy farnosti patří Ad B. Mariam V. ad Nives; Ad B. V. Mariam ad Nives; Praha II. Ad B. Mariam Virginem ad Nives; Praha 1-Staré Město – Panna Maria Sněžná; S. Maria Schnee; U Panny Marie Sněžné.

#### Osoby ustanovené ve farnosti
- Mgr. Filip Jan Rathouský, O.F.M. (administrátor)
- Mgr. Lukáš Pavel Bradna, O.F.M. (farní vikář)
- ThLic. Mgr. Bc. Bonaventura Ondřej Čapek (farní vikář)
- Ing. Bc. Petra Pavla Liszková S.C.B. (pastorační asistent)

#### Kostely farnosti
| Kostel                     | Místo      | Bohoslužba                                       | Bohoslužba                                                                      | Poznámka        |
| -------------------------- | ---------- | ------------------------------------------------ | ------------------------------------------------------------------------------- | --------------- |
| Kostel Panny Marie Sněžné  | Nové Město | neděle pondělí úterý středa čtvrtek pátek sobota | 9.00; 10.15; 11.30; 18.00 7.00; 8.00; 18.00 7.00; 8.00; 18.00 7.00; 8.00; 18.00 | farní kostel    |
| Kostel Nejsvětější Trojice | Nové Město | slouží řeckokatolické církvi                     | slouží řeckokatolické církvi                                                    | filiální kostel |